# Флашинг (Охајо)
Флашинг (енгл. Flushing) град је у америчкој савезној држави Охајо.

## Демографија
По попису из 2010. године број становника је 879, што је 21 (-2,3%) становника мање него 2000. године.
| Група             | 2000.       | 2010.       |
| Белци             | 887 (98,6%) | 855 (97,3%) |
| Афроамериканци    | 9 (1,0%)    | 12 (1,4%)   |
| Азијати           | 0 (0,0%)    | 0 (0,0%)    |
| Хиспаноамериканци | 0 (0,0%)    | 6 (0,7%)    |
| Укупно            | 900         | 879         |